# Poul Nyrup Rasmussen
 "Poul Nyrup" omdirigeres hertil. For andre betydninger af Poul Nyrup, se Poul Nyrup (filmmand).
Poul Oluf Nyrup Rasmussen (født 15. juni 1943 i Esbjerg) er en dansk socialdemokratisk politiker, som var Kongeriget Danmarks statsminister fra 25. januar 1993 til 27. november 2001. Han var fra 2004 til 2009 medlem af Europa-Parlamentet, som han blev valgt til med et dengang rekordstort antal (407.966) personlige stemmer. Da statsminister Poul Schlüter i januar 1993 trådte tilbage på baggrund af Tamilsagen uden at udskrive nyvalg til Folketinget, dannede Poul Nyrup Rasmussen regering sammen med midterpartierne Centrum-Demokraterne, Det Radikale Venstre og Kristeligt Folkeparti. Som statsminister viste Nyrup Rasmussen sig som en habil politisk håndværker, der udfoldede store bestræbelser på at holde sammen på det spinkle samarbejde med de borgerlige midterpartier.
Kernen i Poul Nyrup Rasmussens politik var en indsats for vækst og beskæftigelse, en politik, han ligeledes gerne så gennemført i EU-regi for at forbedre de europæiske velfærdssamfund. Det parlamentariske grundlag skrumpede ind, da Socialdemokratiet gik tilbage og Kristeligt Folkeparti gled ud af Folketinget ved valget i september 1994, og i december 1996 valgte Centrum-Demokraterne at udtræde af regeringen. Før valget i marts 1998 pegede meningsmålinger på en borgerlig regering. Socialdemokratiet gik imidlertid frem med et mandat, og med støtte fra et færøsk mandat kunne Nyrup Rasmussen atter danne regering sammen med Det Radikale Venstre.
Nyrup mødte kritik for sin håndtering af forskellige sager og i de første år for manglende klarhed, når han optrådte i medierne. Nyrup Rasmussens regering kunne fremvise en række positive resultater med en lav arbejdsløshed og overskud på de offentlige regnskaber som de vigtigste.
Han var fra 2004 til 2011 formand for De Europæiske Socialdemokrater (PES).

## Baggrund og tidlig karriere
Poul Nyrup Rasmussen blev student fra Esbjerg Statsskole i 1962 og cand.polit. fra Københavns Universitet i 1971. Han var ansat som økonom i LO 1971-86 og som cheføkonom 1980-86. I 1986-88 var han direktør i Lønmodtagernes Dyrtidsfond.
Han var næstformand for Socialdemokratiet 1987-92 og dets formand 1992-2002. Han var folketingsmedlem for Ringkøbing Amtskreds fra 10. maj 1988 til 2004 og partiets kandidat i Herningkredsen fra 1988-2004. I Folketinget var han formand for erhvervsudvalget 1988-92.

## Politiske karriere

### Statsminister
Nyrup Rasmussen dannede regering fire gange mellem 1993 og 2001 Nyrup Rasmussen I, II, III og IV.
Da Svend Auken som statsministerkandidat ikke kunne få midterpartierne på sin side, valgte Poul Nyrup Rasmussen at udfordre ham på partiformandsposten i 1992 og vandt. Allerede året efter, i 1993, gik Poul Schlüter af efter Tamilsagen og så skiftede Radikale Venstre, Centrum-Demokraterne og Kristeligt Folkeparti side og gik i regering med Nyrup der derved overtog magten uden et folketingsvalg.
Regeringen gik undervejs fra 4 til 2 partier, efter Kristeligt Folkeparti røg ud af Folketinget ved valget 1994 og Centrum-Demokraterne forlod regeringen i 1996. Regeringen fik genvalg i 1994. I 1998 blev det en tæt valgafgørelse mellem de på det tidspunkt to blokke i dansk politik.
Selv om der var fremgang i Danmark, havde Nyrup det svært i medierne. Han blev kaldt "uld i mund", fordi han ikke altid udtalte sig klart. I 1995 ville han cykle med en demonstration for at demonstrere mod franske atomprøvesprængninger, men blev mest husket for at have en alt for lille cykelhjelm på.
I 1998 valgkampen lovede han ikke at røre efterlønnen, men den blev alligevel ændret samme år. Det nye parti i 1990'erne Dansk Folkeparti voksede frem med en politik om at ville dæmme op for indvandringen. Nyrup lagde ikke fingrene imellem, da han i sin replik ved Folketingets åbningsdebat i 1999 sagde:
| Citat | Når man diskuterer så principielle spørgsmål, som vi har diskuteret i dag om menneskesynet, om at der skulle være forskel på, hvorvidt man nu har aner tilbage fra et fremmed land, eller man ikke har, selv om man er dansk statsborger - så kan jeg godt forstå, at der bliver sagt meget barske ting heroppe fra om Dansk Folkeparti. Jeg synes, at de alle sammen var velbegrundede. Derfor siger jeg til Dansk Folkeparti: Uanset, hvor mange anstrengelser, man gør sig - set med mine øjne – stuerene, det bliver I aldrig! | Citat |
|       | |       |

Nyrup er flere gange i eftertiden blevet forholdt sine udtalelser fra 1999. Til Jyllands-Posten sagde han i 2010, at han stadig ikke finder Dansk Folkepartis holdninger stuerene, mens han i et interview med P1 i 2017 slog fast, at han ikke fortrød udtalelsen, men at han følte det var nødvendigt at sige fra,. Til TV 2 året efter sagde han, at "hver tid har sine svar".
I 2001 tabte han valget stort til Anders Fogh Rasmussen, efter en valgkamp, hvor indvandring var et af de store emner i debatten. Under valgkampen vakte Nyrup opmærksomhed, da han under en debat med Fogh Rasmussen rykkede sider ud af dennes bog Fra socialstat til minimalstat. Nyrup tabte valget og fortsatte efterfølgende som partiformand og leder af oppositionen i Folketinget samtidig med at han forsøgte at reformere partiet ved at skifte næstformænd og partisekretær ud, og skifte partinavn fra Socialdemokratiet til Socialdemokraterne. Men efter kun et år valgte han i efteråret 2002 at gå af og overlade formandsposten til Mogens Lykketoft.

### Europaparlamentet
Poul Nyrup Rasmussen blev valgt til Europaparlamentet i 2004. I Parlamentet har han bl.a. været fortaler for en kritisk tilgang til kapitalfondes ageren. På Financial News's liste over de 100 mest indflydelsesrige personer på de europæiske finansielle markeder indtog Nyrup i 2009 en femteplads kun overgået af tre bankfolk og Alan Howard fra hedgefonden Brevan Howard.
Mod valgperiodens slutning i 2009 blev han af Politiken nævnt som kandidat til posten som formand for Europa-Kommissionen efter José Manuel Barroso.
Poul Nyrup Rasmussen genopstillede ikke til Europa-Parlamentsvalget i 2009. Men han stod i spidsen for Danmarks første topmøde for psykisk sårbare og pårørende "Psykiatritopmøde 2009", som fandt sted den 3. oktober 2009 på Frederiksberg Gymnasium.

### En af De fantastiske Fire
Poul Nyrup Rasmussen regnes tit for at være en af de fire betydende (kaldet De fantastiske Fire) socialdemokrater fra den såkaldte gyldne generation. De andre er Ritt Bjerregaard og Mogens Lykketoft samt Svend Auken. Disse fire udgjorde til sammen socialdemokratiets ledelse efter, at Anker Jørgensen stoppede som formand i 1987.

## Privat
Poul Nyrup Rasmussen er søn af arbejdsmand Oluf Nyrup Rasmussen (død 1993) og rengøringsassistent Vera Nyrup Rasmussen (død 2004). Han blev gift med Helle Mollerup i 1966, med hvem han fik datteren Signe (født 1969), der efter en periode med psykisk sygdom begik selvmord den 20. august 1993. Nyrup blev skilt fra Helle Mollerup i 1976 og havde derpå et forhold til Anne Hagendam 1979-1987.
I 1994 blev han gift med den radikale politiker Lone Dybkjær. Parret fik ingen børn sammen. Lone Dybkjær havde børn fra et tidligere ægteskab. Dybkjær døde 20. juli 2020 efter længere tids kræftsygdom.
I 1999 kom det frem at Nyrups far stod i Bovrup-Kartoteket, da han i 1941 havde meldt sig ind i DNSAP. Han var kun medlem i tre måneder, da han ikke betalte kontingent.
Nyrup har siden begyndelse af 1960'erne haft et nært venskab med den tidligere kollega Mogens Lykketoft.

### Udvalgt bibliografi
- Poul Nyrup Rasmussen: Rødder: Erindringsbog om barndommen i Esbjerg, Lindhardt & Ringhof, 2003. ISBN 87-595-2141-4
- Poul Nyrup Rasmussen: Den ny forbindelse – Viljen til at forandre Verden, Fremad, 2003. ISBN 87-557-2445-0
- Poul Nyrup Rasmussen: Vokseværk: Erindringer 1963-1993, Lindhart & Ringhof, 2005. ISBN 87-595-2484-7
- Poul Nyrup Rasmussen: I grådighedens tid – Kapitalfonde og kasinoøkonomi, Informations Forlag, 2007. ISBN 978-87-7514-162-3
- Poul Nyrup Rasmussen: Kan vi ikke gøre det lidt bedre - Erindringer,  Lindhardt & Ringhof, 2024. ISBN 978-87-2706-467-3